# هيأة التقاعد الوطنية
هيأة التقاعد الوطنية هي دائرة حكومية تابعة لوزارة المالية العراقية، أُسست سنة 1921، مقرّها الرئيسي الحالي في محلة باب السيف، في صَوب الكرخ ببغداد اختصاصها شؤون تقاعد الموظفين المدنيين والعسكريين والمكلفين بخدمة عامة، وتخصيص رواتبهم التقاعدية ومكافآتهم، يرأس الهيئة موظف له درجة وكيل وزارة، كانت هيئة التقاعد اسمها مديرية التقاعد العامة ثم دائرة التقاعد، وفي 26 كانون الأول سنة 2005 صار اسمها هيئة التقاعد الوطنية.
في العراق يحال الموظف الحكومي على التقاعد إذا بلغ 63 سنة أو قررت لجنة طبية مختصة عدم صلاحيته للعمل، ويجوز للموظف أن يطلب التقاعد إذا بلغَ 50 سنة من العمر أو قضى خدمة 25 سنة، ولا يصرف التقاعد للموظفين الرجال إن كانت خدمتهم أقل من 20 سنة،  وهيئة التقاعد تشمل القطاع العام الحكومي فقط.

## تاريخ التقاعد بالعراق
حين اكتمل احتلال الإنكليز للعراق سنة 1918 زال الحكم العثماني فَوَجَدت سلطة الاحتلال الإنكليزي موظفين من العهد العثماني متقاعدين كثيرين ظلوا في العراق بعد زوال الحكم العثماني فأصدر الحاكم البريطاني قوانين مؤقتة لمنح أولئك الموظفين رواتب تقاعدية نسبية شهرية حتى صدر قانون التقاعد العراقي سنة 1922 سُمّي (قانون التوقيفات التقاعدية لسنة 1922) وذُكر فيه اقتطاع 1.6% من الراتب بدءاً من 1 تموز سنة 1922، نُفذت بموجبه القوانين العثمانية في العراق وظل العمل بذلك القانون حتى 10 آذار سنة 1930 مـ، وفي 10 آذار سنة 1930 صدر قانون جديد اسمه (قانون التقاعد المدني رقم 12 لسنة 1930) مستجيباً لتغيّر الأحوال، ثم صدر تعديله المسمى (القانون رقم 100 لسنة 1931) ثم التعديل المسمى (القانون رقم 41 لسنة 1933) ثم التعديل (القانون رقم 23 لسنة 1932) ثم (القانون رقم 43 لسنة 1938) ثم (الرقم 39 لسنة 1941) ثم (الرقم 76 لسنة 1941) ثم (الرقم 3 لسنة 1946) ثم (الرقم 44 لسنة 1950) ثم عُدّل سنة 1959.

## المواقع والأقسام

موقع مقهى البيروتي القديم الذي صار جزءاً من أرض دائرة التقاعد

كان مقهى البيروتي في جزء من أرض المقر الرئيسي لدائرة التقاعد الحالية بالكرخ، حتى سنة 1965م حين هُدم المقهى وبُنيت بناية دائرة التقاعد على أرض المقهى وعلى الأراضي المجاورة له، وشيّدت أمانة العاصمة مقهى جديداً في منطقة الجعفير على شاطئ دجلة وسمّته مقهى البيروتي إبقاءً لشهرة المقهى الأول. كان المتقاعدون في محافظات العراق يضطرون إلى السفر إلى بغداد حيث المقرّ الرئيس للتقاعد لإجراء معاملاتهم المتعلقة بالتقاعد، حتى يوم 1 نيسان سنة 1988 حين أعلنت دائرة التقاعد العامة عن تمكين المتقاعدين من تقديم معاملاتهم إلى فروع دائرة التقاعد في المحافظات، وذُكر حينئذ منها، محافظة البصرة ونينوى وذي قار والقادسية والمثنى وميسان والتأميم وواسط، وفي معركة أم المعارك سنة 1991م دمّرت قوات التحالف الدولي بناية دائرة التقاعد العامة بصاروخ، وقالت جريدة صوت الشعب إن المقصد من ذلك كان "لاتلاف معاملات المتقاعدين"، وفي سنة 1992م خصّصت الحكومة 4 ملايين وخمسمئة ألف دينار عراقي على ترميم وتحوير بناية دائرة التقاعد العامة.

### الأقسام
- مديرية شؤون المتقاعدين
- مديرية الشؤون الإدارية والقانونية
- مديرية الحاسبة ونظم المعلومات
- مديرية البنى التحتية والخدمات
- مديرية الشؤون المالية
- مديريات التقاعد في المحافظات غير المنتظمة في إقليم.
- صندوق تقاعد موظفي الدولة: في ساحة الوثبة في صَوب الرصافة.

## المتقاعدون
| المتقاعدون | السنة |
| 785,468    | 2010  |
| 4,924,310  | 2011  |
| 4,083,161  | 2014  |
| 4,120,852  | 2015  |
| 4,610,666  | 2017  |

## رؤساء هيأة التقاعد
| الرئيس             | الفترة             |
| ماهر حسين رشيد     | 9 شباط 2023 -      |
| أياد محمود الجبوري | 2021 - 9 شباط 2023 |
| أحمد عبد الجليل    | 2020               |
| أحمد الساعدي       | 2019               |

## وصلات خارجية
- قانون التقاعد رقم 9 لسنة 2014